# Шивачевски рид
Шивачевски рид е планински праг в Средногорско-Подбалканската подобласт, в Област Сливен, югоизточно от Твърдишката котловина. Шивачевският рид е последният, най-източен планински праг в Задбалканските котловини.
Шивачевският рид се издига югоизточно от Твърдишката котловина и я отделя от разположената на изток от нея Сливенска котловина. На югоизток Межденишкия пролом (Бинкоски пролом) на река Тунджа го отделя от Сърнена Средна гора, а на североизток проломната долина на Бяла река (ляв приток на Тунджа) – от югозападните разклонения на Сливенска планина (дял от Стара планина). На север достига до долината на река Блягорница (десен приток на Бяла река), а на запад – ниска седловина го свързва с рида Межденик.
Има продълговата форма от югозапад на североизток с дължина около 20 км и ширина до 5 км. Най-високата му точка е 583,3, разположена в средната му част. Изграден е главно от мергелно-варовикови скали. Има добре запазени дъбови гори.
По по югоизточното му подножие са разположени селата Червенаково, Близнец и Бинкос.
През южната му ниска част, на протежение от 3,8 км преминава участък от първокласен път № 6 от Държавната пътна мрежа ГКПП „Гюешево“ – София – Карлово – Бургас.
По северно и източното му подножие (проломната долина на Бяла река) преминава участък от трасето на Подбалканската жп линия София – Карлово – Бургас.

## Топографска карта
- Лист от карта K-35-41. Мащаб: 1 : 100 000.
- Лист от карта K-35-53. Мащаб: 1 : 100 000.